# Вудлон (округ Керол, Вирџинија)
Вудлон (енгл. Woodlawn, Carroll County) насељено је место без административног статуса у америчкој савезној држави Вирџинија.

## Демографија
По попису из 2010. године број становника је 2.343, што је 94 (4,2%) становника више него 2000. године.
| Група             | 2000.         | 2010.         |
| Белци             | 2.202 (97,9%) | 2.259 (96,4%) |
| Афроамериканци    | 11 (0,5%)     | 13 (0,6%)     |
| Азијати           | 2 (0,1%)      | 0 (0,0%)      |
| Хиспаноамериканци | 21 (0,9%)     | 49 (2,1%)     |
| Укупно            | 2.249         | 2.343         |